# Pnigalio tricuspis
Pnigalio tricuspis är en stekelart som först beskrevs av Erdös 1954.  Pnigalio tricuspis ingår i släktet Pnigalio, och familjen finglanssteklar. Arten är reproducerande i Sverige.